# BVG-Baureihe HK
Die Kleinprofil-Baureihe HK ist ein Fahrzeugtyp der Berliner U-Bahn. Wagenbaulich und technisch entsprechen die Züge weitestgehend der Baureihe H, wurden aber dem Kleinprofil angepasst, wofür das „K“ in der Typenbezeichnung steht.

## Entwicklung
Ursprünglich sollten die Wagen der Kleinprofilreihe HK etwa zeitgleich mit denen der sehr ähnlich aufgebauten Großprofilreihe H ausgeliefert werden.
Bis 1997 sollten eigentlich schon 25 Vierwagenzüge ausgeliefert werden. Die Entwicklung kam jedoch nur langsam voran, so dass in diesem Jahr nicht einmal ein Probezug bereitstand. Die erste Auslieferung erfolgte ab dem Jahr 2001 und beschränkte sich zunächst auf vier Vierwagenzüge. Aufgrund von Problemen an den Radsätzen konnten zwei im Sommer 2006 ausgelieferten Einheiten (1006 und 1007) nicht in Betrieb genommen werden. Daraufhin wurde die Lieferung der restlichen Züge gestoppt. Schon im April 2007 zeigte sich im Kleinprofil aufgrund der fehlenden HK-Züge und ausgemusterter A3L67 erheblicher Wagenmangel. Nach Verhandlungen um Schadenersatz zwischen BVG und Bombardier wurden die neuen Züge über die Übergabegruppe am Bahnhof Wuhletal zwischen dem 23. Juli 2007 und dem Jahresende der BVG übergeben. Die ersten ausgelieferten Züge nach dem Stopp waren 1008 und 1019, eine Woche später wurde mit den zuvor schon ausgelieferten Zügen 1006 und 1007 die ersten Serienfahrzeuge im Regelverkehr eingesetzt.

## Aufbau

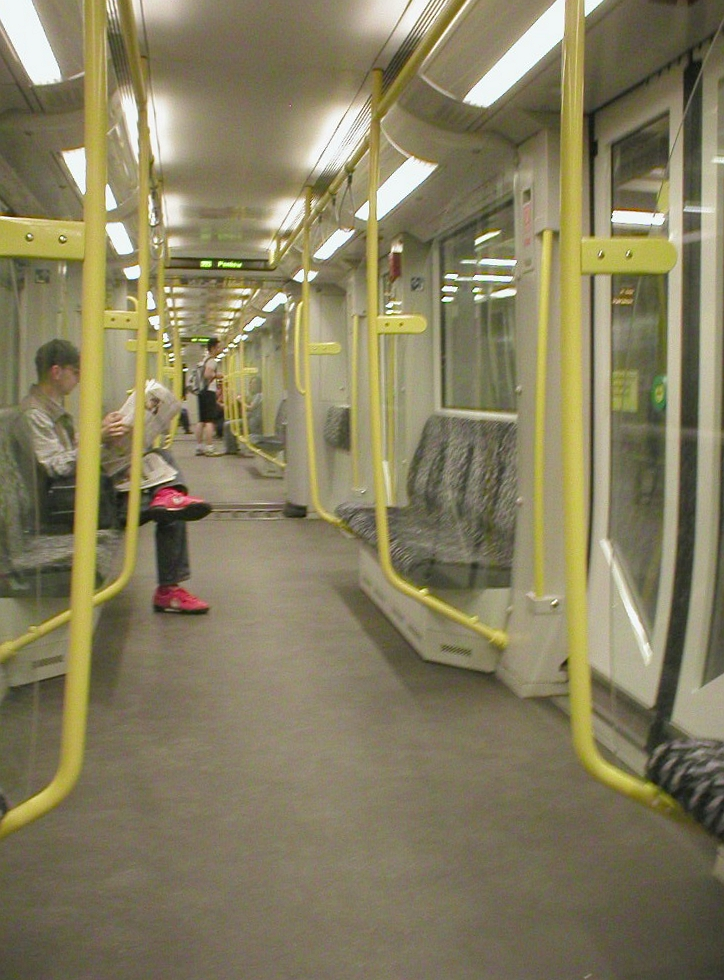
Innenraum eines HK-Zuges

Die Einheiten der Baureihe HK weisen viele Gemeinsamkeiten mit denen der Baureihe H auf. Der Zug ist ebenfalls als leere Röhre ausgeführt, jedoch mit um 35 cm geringerer Breite. Die technischen Geräte sind, soweit möglich, außerhalb des Fahrgastraums angebracht. Die Endwagen sind 51 Zentimeter länger als die Mittelwagen. Ein Triebzug besteht aus vier Wagen, die häufig als Doppeleinheit fahren. Somit ist ein Vollzug (im Gegensatz zu den Sechswagenzügen der Baureihe H) nicht durchgängig begehbar. Die Fußbodenhöhe beträgt – abweichend zur Baureihe H – 875 mm.
Pro Wagen sind im Gegensatz zur Reihe H nur drei von vier Radsätzen angetrieben, die Höchstgeschwindigkeit liegt bei 60 km/h.
Im Gegensatz zum Großprofil-Typ H sind die Stirnfronten der Endwagen der Baureihe HK nicht abgerundet, sondern gerade ausgeführt. Pro Wagen sind je drei Türen auf jeder Seite mit einer lichten Weite von 1300 mm angeordnet. Zwischen den Türen befindet sich, anders als bei der Baureihe H, nicht zwei, sondern nur ein Fenster. Die Faltenbälge zwischen den Wagen sind kaum eingezogen, dadurch wird zum einen das Volumen des Fahrgastraums erhöht und zum anderen das Sicherheitsgefühl verstärkt.
Die Fahrzeuge sind mit den Wagen der älteren Bauarten nur mechanisch kuppelbar. Mit der Nachfolgebaureihe IK sind die Einheiten dagegen kuppel- und vielfachsteuerbar, um eine größere Flexibilität bei der Zugzusammenstellung zu ermöglichen. Als Folge eines Softwareupdates der Wagen der Reihe IK im August 2018 sind die beiden Bauarten jedoch derzeit nicht elektrisch kuppelbar.
Bis Ende 2021 sollten die Züge nachträglich mit Monitoren zur Fahrgastinformation ausgerüstet werden, jeweils vier Monitore pro Wagen werden an den Windfängen montiert. Die Nachrüstung wurde mit über einer Million Euro durch das Bundesverkehrsministerium gefördert. Seit Ende 2023 erhalten die Züge neue Zugzielanzeiger in LED-Technik.

## Einsatz

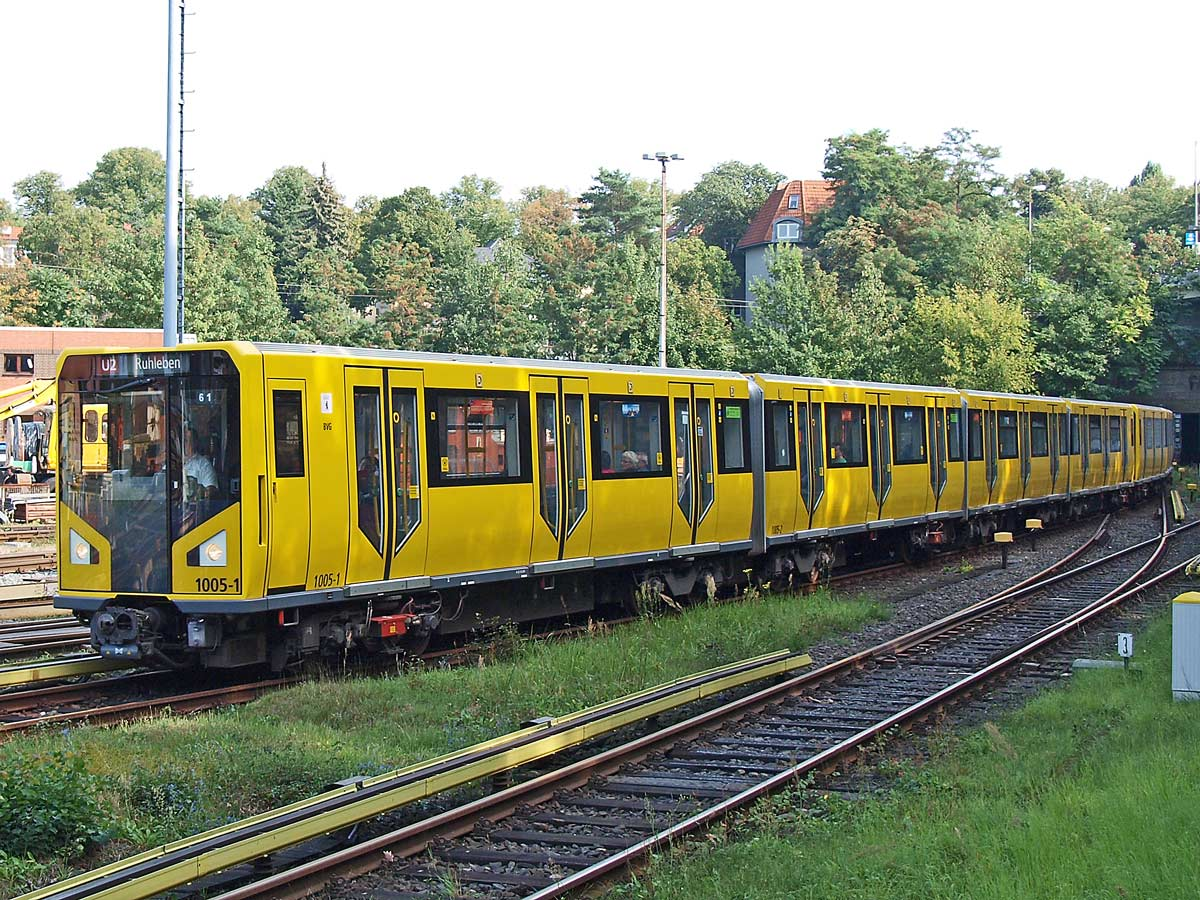
HK-Zug auf der Linie U2

Die Züge der Baureihe HK kommen auf den Linien U1, U2 und U3 des Kleinprofils zum Einsatz. Auf der Linie U3 fährt meist nur eine 4-Wagen-Einheit, während sie auf U1 und U2 in der Regel als Doppeltraktion eingesetzt werden.